# Jacques Sylla
Jacques Hugues Sylla (Ilha Sainte-Marie, 22 de julho de 1946 - Antananarivo, 26 de dezembro de 2009) foi um político malgaxe. Ele foi o primeiro-ministro de Madagascar sob a presidência de Marc Ravalomanana de fevereiro de 2002 até janeiro de 2007. Em seguida, ele atuou como Presidente da Assembleia Nacional de Madagáscar a partir de 2007 até 2009.